# Lista över segrare av Melbourne Cup
Detta är en lista över segrare av galopplöpet Melbourne Cup. Melbourne Cup är Australiens största galopplöp. Det rids på Flemington Racecourse i Melbourne i Victoria i Australien varje oktober. Det är ett Grupp 1-löp, det vill säga ett löp av högsta internationella klass. Första upplagan av Melbourne Cup reds 1861, och rids över distansen 3 200 meter.

## Segrare
| År   | Häst               | Jockey               | Tränare                        | Tid     |
| ---- | ------------------ | -------------------- | ------------------------------ | ------- |
| 2021 | Verry Elleegant    | James McDonald       | Chris Waller                   | 3:17.43 |
| 2020 | Twilight Payment   | Jye McNeil           | Joseph Patrick O'Brien         | 3:17.34 |
| 2019 | Vow And Declare    | Craig Williams       | Danny O'Brien                  | 3:24.76 |
| 2018 | Cross Counter      | Kerrin McEvoy        | Charlie Appleby                | 3:21.17 |
| 2017 | Rekindling         | Corey Brown          | Joseph Patrick O'Brien         | 3:21.29 |
| 2016 | Almandin           | Kerrin McEvoy        | Robert Hickmott                | 3:20.58 |
| 2015 | Prince of Penzance | Michelle Payne       | Darren Weir                    | 3:23.15 |
| 2014 | Protectionist      | Ryan Moore           | Andreas Wöhler                 | 3:17.71 |
| 2013 | Fiorente           | Damien Oliver        | Gai Waterhouse                 | 3:20.30 |
| 2012 | Green Moon         | Brett Prebble        | Robert Hickmott                | 3:20.45 |
| 2011 | Dunaden            | Christophe Lemaire   | Mikel Delzangles               | 3:20.84 |
| 2010 | Americain          | Gérald Mossé         | Alain de Royer-Dupré           | 3:26.87 |
| 2009 | Shocking           | Corey Brown          | Mark Kavanagh                  | 3:23.87 |
| 2008 | Viewed             | Blake Shinn          | Bart Cummings                  | 3:20.40 |
| 2007 | Efficient          | Michael Rodd         | Graeme Rogerson                | 3:23.34 |
| 2006 | Delta Blues        | Yasunari Iwata       | Katsuhiko Sumii                | 3:21.47 |
| 2005 | Makybe Diva        | Glen Boss            | Lee Freedman                   | 3:19.17 |
| 2004 | Makybe Diva        | Glen Boss            | Lee Freedman                   | 3:28.55 |
| 2003 | Makybe Diva        | Glen Boss            | David Hall                     | 3:19.90 |
| 2002 | Media Puzzle       | Damien Oliver        | Dermot K. Weld                 | 3:16.97 |
| 2001 | Ethereal           | Scott Seamer         | Sheila Laxon                   | 3:21.08 |
| 2000 | Brew               | Kerrin McEvoy        | Mike Moroney                   | 3:18.68 |
| 1999 | Rogan Josh         | John Marshall        | Bart Cummings                  | 3:19.64 |
| 1998 | Jezabeel           | Chris Munce          | Brian Jenkins                  | 3:18.59 |
| 1997 | Might and Power    | Jim Cassidy          | Jack Denham                    | 3:18.33 |
| 1996 | Saintly            | Darren Beadman       | Bart Cummings                  | 3:18.80 |
| 1995 | Doriemus           | Damien Oliver        | Lee Freedman                   | 3:27.60 |
| 1994 | Jeune              | Wayne Harris         | David Hayes                    | 3:19.80 |
| 1993 | Vintage Crop       | Michael Kinane       | Dermot K. Weld                 | 3:23.40 |
| 1992 | Subzero            | Greg Hall            | Lee Freedman                   | 3:24.70 |
| 1991 | Let's Elope        | Steven King          | Bart Cummings                  | 3:18.90 |
| 1990 | Kingston Rule      | Darren Beadman       | Bart Cummings                  | 3:16.30 |
| 1989 | Tawrrific          | Shane Dye            | Lee Freedman                   | 3:17.10 |
| 1988 | Empire Rose        | Tony Allan           | Laurie Laxon                   | 3:18.90 |
| 1987 | Kensei             | Larry Olsen          | Les J. Bridge                  | 3:22.00 |
| 1986 | At Talaq           | Michael Clarke       | C S Hayes                      | 3:21.70 |
| 1985 | What A Nuisance    | Pat Hyland           | John Meagher                   | 3:23.00 |
| 1984 | Black Knight       | Peter Cook           | George Hanlon                  | 3:18.90 |
| 1983 | Kiwi               | Jim Cassidy          | Ewen S. Lupton                 | 3:18.90 |
| 1982 | Gurner's Lane      | Mick Dittman         | Geoff Murphy                   | 3:21.20 |
| 1981 | Just A Dash        | Peter Cook           | T J Smith                      | 3:21.20 |
| 1980 | Beldale Ball       | John Letts           | C S Hayes                      | 3:19.80 |
| 1979 | Hyperno            | Harry White          | Bart Cummings                  | 3:21.80 |
| 1978 | Arwon              | Harry White          | George Hanlon                  | 3:24.30 |
| 1977 | Gold and Black     | John Duggan          | Bart Cummings                  | 3:18.40 |
| 1976 | Van der Hum        | Robert J. Skelton    | Len H. Robinson                | 3:34.10 |
| 1975 | Think Big          | Harry White          | Bart Cummings                  | 3:29.60 |
| 1974 | Think Big          | Harry White          | Bart Cummings                  | 3:23.10 |
| 1973 | Gala Supreme       | Frank Reys           | Ray Hutchins                   | 3:19.50 |
| 1972 | Piping Lane        | John Letts           | George Hanlon                  | 3:19.30 |
| 1971 | Silver Knight      | R. Bruce Marsh       | Eric Temperton                 | 3:19.50 |
| 1970 | Baghdad Note       | Midge Didham         | Robert Heasley                 | 3:19.70 |
| 1969 | Rain Lover         | Jim Johnson          | Mick L. Robins                 | 3:21.50 |
| 1968 | Rain Lover         | Jim Johnson          | Mick L. Robins                 | 3:19.10 |
| 1967 | Red Handed         | Roy Higgins          | Bart Cummings                  | 3:20.40 |
| 1966 | Galilee            | John Miller          | Bart Cummings                  | 3:21.90 |
| 1965 | Light Fingers      | Roy Higgins          | Bart Cummings                  | 3:21.10 |
| 1964 | Polo Prince        | Ron Taylor           | John P. Carter                 | 3:19.60 |
| 1963 | Gatum Gatum        | Jim Johnson          | H. Graeme Heagney              | 3:21.10 |
| 1962 | Even Stevens       | Les Coles            | Arch McGregor                  | 3:21.40 |
| 1961 | Lord Fury          | Ray Selkrig          | Frank B. Lewis                 | 3:19.50 |
| 1960 | Hi Jinx            | William A. Smith     | Trevor H. Knowles              | 3:23.75 |
| 1959 | Macdougal          | Pat Glennon          | Richard W. Roden               | 3:23.00 |
| 1958 | Baystone           | Mel Schumacher       | Jack Green                     | 3:21.25 |
| 1957 | Straight Draw      | Noel L. McGrowdie    | J. M. Mitchell                 | 3:24.50 |
| 1956 | Evening Peal       | George Podmore       | E. D. Lawson                   | 3:19.50 |
| 1955 | Toparoa            | Neville Sellwood     | T J Smith                      | 3:28.25 |
| 1954 | Rising Fast        | Jack Purtell         | Ivan Tucker                    | 3:23.00 |
| 1953 | Wodalla            | Jack Purtell         | Robert Sinclair                | 3:23.75 |
| 1952 | Dalray             | Bill Williamson      | C. C. McCarthy                 | 3:23.75 |
| 1951 | Delta              | Neville Sellwood     | Maurice McCarten               | 3:24.25 |
| 1950 | Comic Court        | Pat Glennon          | J. M. Cummings                 | 3:19.50 |
| 1949 | Foxzami            | William Fellows      | D. Lewis                       | 3:28.50 |
| 1948 | Rimfire            | Ray Neville          | Stan Boyden                    | 3:21.00 |
| 1947 | Hiraji             | Jack Purtell         | J. W. McCurley                 | 3:28.00 |
| 1946 | Russia             | Darby Munro          | E. Hush                        | 3:21.25 |
| 1945 | Rainbird           | Billy Cook           | S. Evans                       | 3:24.25 |
| 1944 | Sirius             | Darby Munro          | E. Fisher                      | 3:24.50 |
| 1943 | Dark Felt          | Vic Hartney          | Ray Webster                    | 3:23.25 |
| 1942 | Colonus            | Harry McCloud        | F. Manning                     | 3:33.25 |
| 1941 | Skipton            | Billy Cook           | J. Fryer                       | 3:23.75 |
| 1940 | Old Rowley         | Andy Knox            | J. A. Scully                   | 3:26.00 |
| 1939 | Rivette            | Teddy Preston        | Harry Bamber                   | 3:27.00 |
| 1938 | Catalogue          | Fred Shean           | Mr. Allan McDonald             | 3:26.25 |
| 1937 | The Trump          | Ashley Reed          | S. W. Reid                     | 3:21.50 |
| 1936 | Wotan              | Ossie Phillips       | J. Fryer                       | 3:21.25 |
| 1935 | Marabou            | Keith Voitre         | Lou Robertson                  | 3:23.75 |
| 1934 | Peter Pan          | Darby Munro          | Frank McGrath Sr.              | 3:40.50 |
| 1933 | Hall Mark          | Jack O'Sullivan      | Jack Holt                      | 3:27.50 |
| 1932 | Peter Pan          | Bill Duncan          | Frank McGrath Sr.              | 3:23.25 |
| 1931 | White Nose         | Neville Percival     | E. J. Hatwell                  | 3:26.00 |
| 1930 | Phar Lap           | James E. Pike        | Harry R. Telford               | 3:27.75 |
| 1929 | Nightmarch         | Roy Reed             | A. McAulay                     | 3:26.50 |
| 1928 | Statesman          | James L. Munro       | William Kelso                  | 3:23.25 |
| 1927 | Trivalve           | Bobby Lewis          | James Scobie                   | 3:24.00 |
| 1926 | Spearfelt          | Hugh Harold Cairns   | V. O'Neill                     | 3:22.75 |
| 1925 | Windbag            | James L. Munro       | George R. Price                | 3:22.75 |
| 1924 | Backwood           | Bunty Brown          | Richard Bradfield              | 3:26.50 |
| 1923 | Bitalli            | Titch Wilson         | James Scobie                   | 3:24.25 |
| 1922 | King Ingoda        | Titch Wilson         | James Scobie                   | 3:28.25 |
| 1921 | Sister Olive       | Ted O'Sullivan       | J. Williams                    | 3:27.75 |
| 1920 | Poitrel            | Ken Bracken          | H. J. Robinson                 | 3:25.75 |
| 1919 | Artilleryman       | Bobby Lewis          | P. T. Heywood                  | 3:24.50 |
| 1918 | Night Watch        | Bill Duncan          | Richard Bradfield              | 3:25.75 |
| 1917 | Westcourt          | William H. McLachlan | Joe Burton                     | 3:26.75 |
| 1916 | Sasanof            | Fred Foley           | M. Hobbs                       | 3:27.75 |
| 1915 | Patrobas           | Bobby Lewis          | C. Wheeler                     | 3:28.25 |
| 1914 | Kingsburgh         | George Meddick       | Isaac Foulsham                 | 3:26.00 |
| 1913 | Posinatus          | Albert Shanahan      | J. Chambers                    | 3:31.00 |
| 1912 | Piastre            | Albert Shanahan      | R. O'Connor                    | 3:27.50 |
| 1911 | The Parisian       | Ronald Cameron       | C. Wheeler                     | 3:27.75 |
| 1910 | Comedy King        | William H. McLachlan | James Lynch                    | 3:27.75 |
| 1909 | Prince Foote       | William H. McLachlan | Frank McGrath Sr.              | 3:27.50 |
| 1908 | Lord Nolan         | J. R. Flynn          | E. A. Mayo                     | 3:28.75 |
| 1907 | Apologue           | Bill Evans           | Isaac Earnshaw                 | 3:27.50 |
| 1906 | Poseidon           | Tom Clayton          | Isaac Earnshaw                 | 3:31.25 |
| 1905 | Blue Spec          | Frank Bullock        | Walter Hickenbotham            | 3:27.50 |
| 1904 | Acrasia            | Tom Clayton          | A. E. Wills                    | 3:28.25 |
| 1903 | Lord Cardigan      | Norman Godby         | A. E. Cornwell                 | 3:29.25 |
| 1902 | The Victory        | Bobby Lewis          | Richard Bradfield              | 3:29.00 |
| 1901 | Revenue            | Frederick J. Dunn    | Hugh Munro                     | 3:30.50 |
| 1900 | Clean Sweep        | Andrew Richardson    | James Scobie                   | 3:29.00 |
| 1899 | Merriwee           | Vivian Turner        | James Wilson Jr.               | 3:36.50 |
| 1898 | The Grafter        | John Gough           | William "Black Bill" Forrester | 3:29.75 |
| 1897 | Gaulus             | Stephen Callinan     | William "Black Bill" Forrester | 3:31.00 |
| 1896 | Newhaven           | Harry Gardiner       | Walter Hickenbotham            | 3:28.50 |
| 1895 | Auraria            | J. Stevenson         | J. H. Hill                     | 3:29.00 |
| 1894 | Patron             | Henry G. Dawes       | Richard Bradfield              | 3:31.00 |
| 1893 | Tarcoola           | Herbert Cripps       | Joseph Cripps                  | 3:30.50 |
| 1892 | Glenloth           | G. Robson            | M. Carmody                     | 3:36.25 |
| 1891 | Malvolio           | G. Redfearn          | J. Redfearn                    | 3:29.25 |
| 1890 | Carbine            | Robert Ramage        | Walter Hickenbotham            | 3:28.25 |
| 1889 | Bravo              | Jack Anwin           | T. Wilson                      | 3:32.50 |
| 1888 | Mentor             | Mick O'Brien         | Walter Hickenbotham            | 3:30.75 |
| 1887 | Dunlop             | Tom Sanders          | John Nicholson                 | 3:28.50 |
| 1886 | Arsenal            | W. English           | H. Rayner                      | 3:31.00 |
| 1885 | Sheet Anchor       | Mick O'Brien         | T. Wilson                      | 3:29.50 |
| 1884 | Malua              | Alick Robertson      | Isaac Foulsham                 | 3:31.75 |
| 1883 | Martini-Henry      | J. Williamson        | Michael Fennelly               | 3:30.50 |
| 1882 | The Assyrian       | C. Hutchins          | J. E. Savill                   | 3:40.00 |
| 1881 | Zulu               | Jim Gough            | T. Lamond                      | 3:32.50 |
| 1880 | Grand Flaneur      | Thomas Hales         | T. Brown                       | 3:34.75 |
| 1879 | Darriwell          | S. Cracknell         | W. E. Dakin                    | 3:30.75 |
| 1878 | Calamia            | T. Brown             | Etienne de Mestre              | 3:35.75 |
| 1877 | Chester            | P. Pigott            | Etienne de Mestre              | 3:33.50 |
| 1876 | Briseis            | Peter St. Albans     | James Wilson                   | 3:36.25 |
| 1875 | Wollomai           | R. Batty             | S. Moon                        | 3:38.00 |
| 1874 | Haricot            | P. Pigott            | S. Harding                     | 3:37.50 |
| 1873 | Don Juan           | W. Wilson            | James Wilson                   | 3:36.00 |
| 1872 | The Quack          | W. Enderson          | John Tait                      | 3:39.00 |
| 1871 | The Pearl          | J. Cavanagh          | John Tait                      | 3:39.00 |
| 1870 | Nimblefoot         | J. Day               | W. Lang                        | 3:37.00 |
| 1869 | Warrior            | J. Morrison          | R. Sevior                      | 3:40.00 |
| 1868 | Glencoe            | C. Stanley           | John Tait                      | 3:42.00 |
| 1867 | Tim Whiffler       | John Driscoll        | Etienne de Mestre              | 3:39.00 |
| 1866 | The Barb           | W. Davis             | John Tait                      | 3:43.00 |
| 1865 | Toryboy            | E. Cavanagh          | P. Miley                       | 3:44.00 |
| 1864 | Lantern            | S. Davis             | S. Mahon                       | 3:52.00 |
| 1863 | Banker             | H. Chifney           | Sam Waldock                    | 3:44.00 |
| 1862 | Archer             | John Cutts           | Etienne de Mestre              | 3:47.00 |
| 1861 | Archer             | John Cutts           | Etienne de Mestre              | 3:52.00 |

- Segrande häst med störst favoritskap i löpet var Phar Lap som segrade 1930 med oddset 8-11 ($1.72).
- Löpet hölls ursprungligen över distansen 2 miles (cirka 3 218 meter), men då Australien valde att tillämpa metersystemet 1970, blev löpet distans istället 3 200 meter 1972. Detta reducerade distansen med 18,75 meter, och Rain Lovers löpningsrekord från 1968, 3:19,1, justerades då till 3:17,9. Nuvarande löpningsrekord innehar Kingston Rule som segrade i 1990 års upplaga på tiden 3:16,3.

## Fortsatt läsning
- Howell, Stephen, red (2010). The story of the Melbourne Cup, Australia's greatest race. Docklands, Vic.: Slattery Media Group. ISBN 9780980597363